# Luiz Henrique Duczmal
| 38245 Marcospontes  | 12 agosto 1999 |
| 66454 Terezabeatriz | 3 agosto 1999  |

Luiz Henrique Duczmal (...) è un astronomo brasiliano.
Il Minor Planet Center gli accredita la scoperta di due asteroidi, entrambe effettuate nel 1999 in collaborazione con Cristóvão Jacques.